# Строфика
Стро́фика — раздел стиховедения (наряду с фоникой — учением о сочетании звуков и метрикой — учением о строении строк), изучающий закономерности соединения стихов в строфы.
Строфика изучает закономерности, соблюдаемые при конструкции строфы (объём, строение), традиционно употребительные строфы (двустишие, четверостишие, Онегинская строфа, и другие) и «твёрдые формы» целых стихотворений (сонет, терцина, канцона и другие).
Термин строфика употребляется и для описания совокупности видов строф, используемых в произведениях того или иного поэта, или в поэзии определённого периода (например, «строфика трубадуров», «строфика Пушкина»).